# سرگئی شوکین

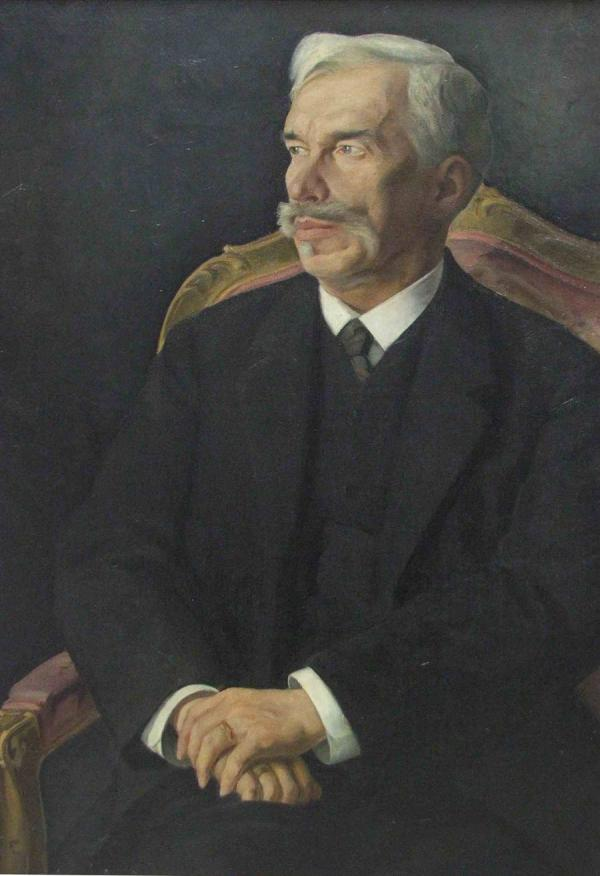
سرگئی شوکین اثر دمیتری ملنیکوف (۱۹۱۵)

سرگئی ایوانویچ شوکین (به روسی: Серге́й Ива́нович Щу́кин) (زادهٔ ۲۷ مه ۱۸۵۴ - درگذشت ۱۰ ژانویه ۱۹۳۶) بازرگان روسی و جمع‌آوری آثار هنری است.
پدرش کاخی را در مسکو (Большой Знаменский переулок, 8) به او داد‎. از ۱۹۰۸ هر یک‌شنبه و سپس سه روز در هر هفته سرگئی شوکین کاخ را برای دیدار عموم باز کرد.
در اوت ۱۹۱۸ با ترن از مسکو در رفت و در ۸ نوامبر بلشویک‍ها کاخش و کلکسیونش را ملی کردند. در جوئن ۱۹۱۹ کاخ را « موزهٔ نقاشی غربی مدرن شماره ۱ » (Первый музей новой западной живописи) نامیدند و در مه ۱۹۲۰ برای دیدار عموم باز کردند.